# Климовицький Володимир Гарійович

Климовицький Володимир Гарійович  (1952) - український науковець, директор НДІ травматології і ортопедії, директор КНП "Обласної клінічної травматологічної лікарні", генеральний директор НДІ травматології та ортопедії Донецького національного медичного університету, науковий керівник клініки дитячої травматології і ортопедії, завідувач кафедри травматології, ортопедії і хірургії екстремальних випадків Донецького національного медичного університету, доктор медичних наук, професор, заслужений лікар України, лауреат Державної премії України, лауреат Державної премії в галузі науки і техніки, академік Національної академії наук вищої освіти України.

## Нагороди
Повний кавалер почесних знаків «Шахтарська слава» і «Шахтарська доблесть», нагороджений орденами «За заслуги» III ступеня, Преподобного Нестора Літописця I ступеня Української православної церкви Московського Патріархату, медалями Жукова, «Захиснику Вітчизни», «60 років перемоги у Великій Вітчизняній війні», почесними грамотами Президента України, Кабінету Міністрів України, Міністерства охорони здоров’я України, Донецької обласної державної адміністрації.

## Інтернет-ресурси
- Климовицький Володимир Гарійович
- Адміністрація НДІ травматології та ортопедії Донецького державного медичного університету [Архівовано 4 січня 2022 у Wayback Machine.]
- Сайт КНП "Обласна клінічна травматологічна лікарня" [Архівовано 9 лютого 2022 у Wayback Machine.]

| Володимир Вернадський | Це незавершена стаття про українського науковця. Ви можете допомогти проєкту, виправивши або дописавши її. |